# Jan Ingenhousz

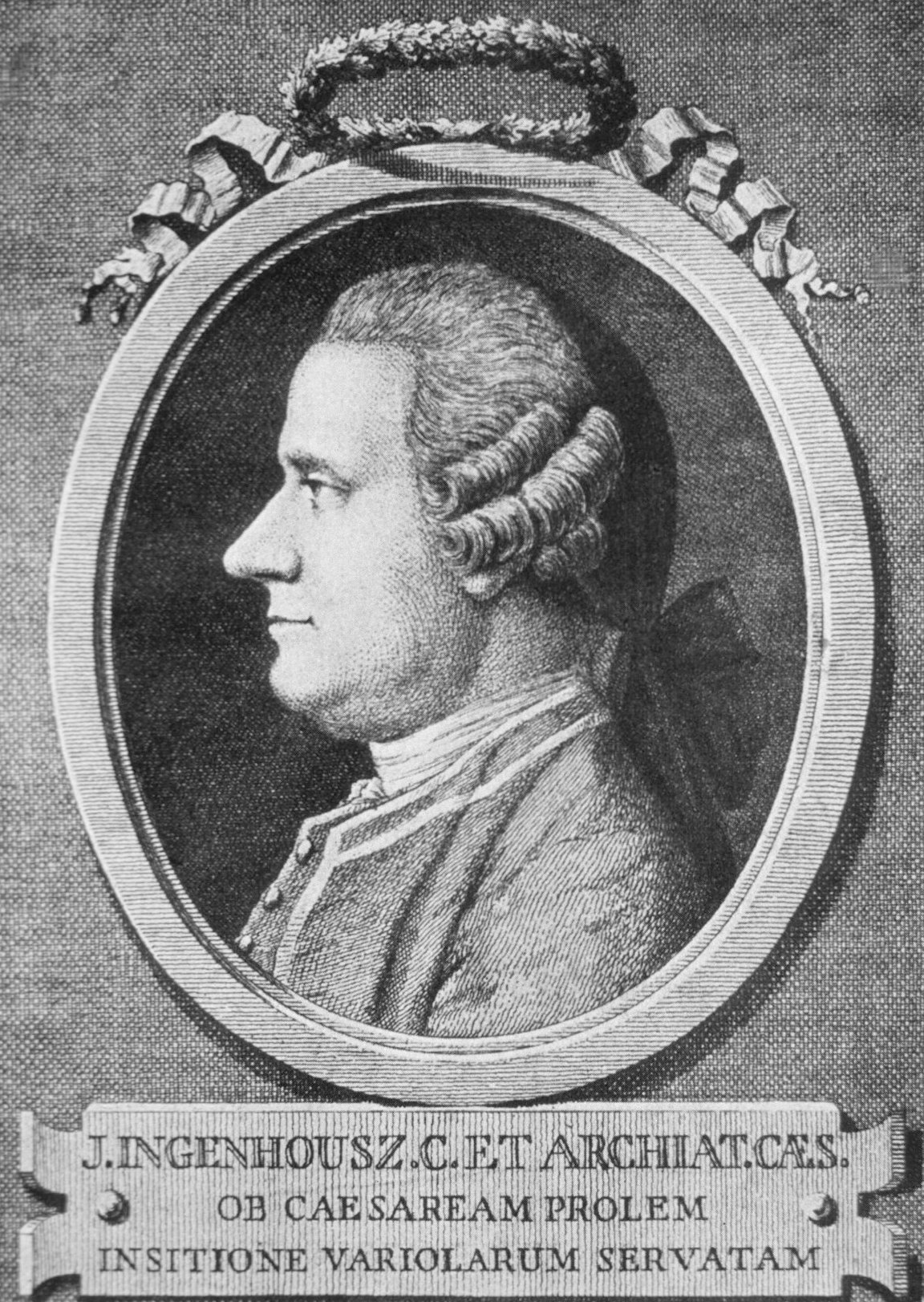
Jan Ingenhousz

Johannes (Jan) Ingen-Housz (of Ingenhousz) (Breda, 8 december 1730 – Bowood House, bij Calne (Engeland), 7 september 1799) was een Nederlandse arts en natuuronderzoeker (fysioloog en plantkundige), die de helft van zijn leven doorbracht in Engeland en Oostenrijk en die vooral bekend is van inenting tegen pokken en onderzoek naar fotosynthese.

## Levensloop

### Jeugd
Ingenhousz werd geboren in een rooms-katholieke familie uit Breda (Staats-Brabant). Zijn vader was een apotheker en had toen veel te maken met John Pringle, een legerarts van de Britse troepen die daar gelegerd waren. Jan Ingenhousz bewonderde de arts en ging zelf geneeskunde studeren aan de Katholieke Universiteit Leuven tot 1753 en dan aan de Universiteit van Leiden, waar hij les kreeg van Pieter van Musschenbroeck en Hiëronymus David Gaubius. Hij bezocht ook nog de universiteiten van Parijs en Edinburgh, voordat hij zich in 1755 als huisarts vestigde.

### Inenten tegen pokken te Londen
Na de dood van zijn vader in juli 1764 ging hij in 1765 op uitnodiging van Pringle naar Engeland. Daar woedde toen een epidemie van pokken. Pringle testte daar de uit Turkije door Mary Wortley Montagu ingevoerde variolatie: preventieve inenting met pus van pokken. Later verbeterde Edward Jenner die methode door pus van koepokken te gebruiken: vaccinatie. Ingenhousz entte onder anderen de familie van George III van het Verenigd Koninkrijk in. In 1767 entte hij 700 dorpelingen in te Hertfordshire.

### Lijfarts van Maria Theresia te Wenen
Keizerin Maria Theresia verloor drie van haar 16 kinderen aan pokken: Karel Jozef (†1761), Johanna Gabriela (†1762) en Maria Josepha (†1767). Haar dochter Maria Elisabeth was ook ziek, maar overleefde met littekens in het aangezicht, waardoor zij niet kon huwen. Toen Maria Theresa hoorde van het succes van Pringle te Londen, nam zij via George III contact met hem op en die stuurde Jan Ingenhousz naar Wenen. Ingenhousz entte een groep van 65 kinderen in, die in paleis Schloss Schönbrunn werden uitgenodigd. De keizerin liet heel haar familie inenten, ondanks de tegenkantingen van de Weense arts Anton de Haen. Zo werd Ingenhousz van 1768 tot 1779 de lijfarts van de keizerin met een jaarsalaris van 5000 Oostenrijks-Hongaarse gulden als opvolger van Gerard van Swieten, die ook Nederlander was. 
Ingenhousz kocht een huis te Wenen en trouwde er in 1775 met Agatha Maria Jacquin, de zuster van de Weense botanicus Nikolaus Joseph von Jacquin. Hun huwelijk bleef kinderloos. 
Nu Ingenhousz over tijd en geld beschikte, begon hij onafhankelijk te experimenteren. In 1769 werd hij lid van de Royal Society of London for the Improvement of Natural Knowledge. In 1778 en 1779 gaf hij er een Bakerian Lecture over elektriciteit voor een honorarium van 100 pond sterling.

## Onderzoek

### Elektriciteit en brownse beweging
Ingenhousz verrichtte onderzoek naar de elektrische geleidbaarheid en naar magnetisme. In 1766 bouwde hij een generator voor statische elektriciteit. Ingenhousz correspondeerde met Benjamin Franklin en Henry Cavendish. In 1785, beschreef hij de onregelmatige beweging van kolenstof op alcohol, later bekend als de brownse beweging.

### Fotosynthese
Hij was de eerste die in 1779 aantoonde dat licht nodig was voor de fotosynthese in planten en dat deze op hun beurt steeds weer nieuwe lucht produceerden om in te kunnen ademen. Hij ontdekte dat fotosynthese pas begon te werken wanneer de zon was opgekomen, en stopte wanneer de zon onderging. Hierdoor vroeg hij zich af of behalve dieren ook planten kunnen ademen en of  ook de planten zuurstof omzetten in koolstof, maar met zijn experimenten toonde hij aan dat dit niet het geval was. Hij bewees wel dat de planten juist de koolstofdioxide die door mensen en dieren werd uitgeademd, omzetten in zuurstof. Het vormde een bewijs dat planten koolstof uit de lucht opnemen en niet zoals toen gedacht uit de grond. Ingenhousz herhaalde een merkwaardig experiment van Priestley. Hierbij werd ontdekt dat een muis in een afgesloten ruimte kon blijven leven als er ook een plant in de ruimte stond. Deze plant zorgde elke keer weer voor nieuwe zuurstof en de muis maakte hier weer koolstofdioxide van voor de plant.
Met Benjamin Franklin experimenteerde hij in Amerika met de bliksemafleider en op het gebied van warmtegeleiding van metalen. Ook op het gebied van bemesting verrichtte Ingenhousz fundamenteel werk.

## Waardering
Alexander von Humboldt schreef in het woord vooraf bij de Duitse vertaling door Johann Gotthelf Fischer von Waldheim van zijn Essay on the food of plants and the renovation of the soil in 1798:

De heer Ingenhouszen behoort tot het kleine aantal werkende natuurkundigen, die het vruchtbare talent bezitten, om niet alleen enkele zaken met bewonderenswaardige moeite na te streven, maar ook ieder nieuw verschijnsel (in plaats van het geïsoleerd te bekijken) harmonisch te verbinden met oudere zaken. Zijn schrijfsels leren, dat hij het hoogste doel van de natuurkunde, dit samenwerken van de krachten, nooit uit het oog verliest.

## Publicaties
- Experiments on the Torpedo (1775) over de sidderrog
- Electrical Experiments to explain how far the Phenomena of the Electrophorus may be accounted for by Dr Franklins Theory of Positive and Negative Electricity., Bakerian Lecture 1778
- Improvements in Electricity, Bakerian Lecture 1779
- Experiments upon Vegetables: Discovering their Great Power of Purifying the Common Air in the Sunshine and of Injuring it in the Shade at Night. To Which is Joined, A new Method of examining the accurate Degree of Salubrity of the Atmosphere. (1779)
- An Essay on the Food of Plants and the Renovation of soils (1796)
- On the nutrition of plants and the fruitfulness of the earth (1796)

## Wetenswaardigheid

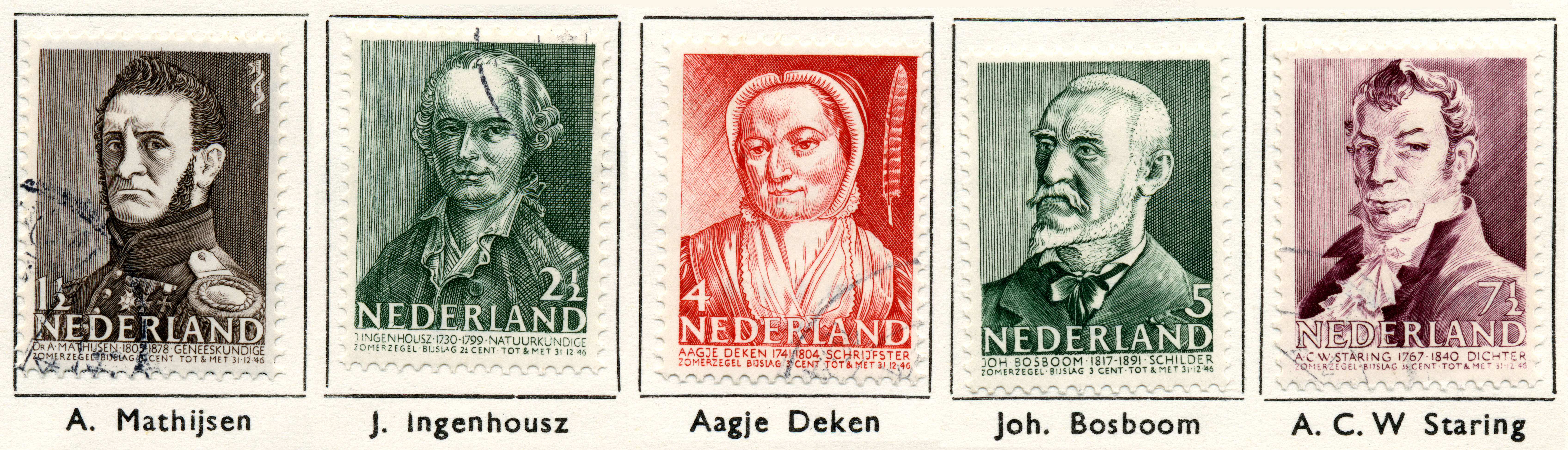
Postzegel met Jan Ingenhousz (tweede van links)

In 1941 verscheen er een Nederlandse postzegel met de beeltenis van Ingenhousz.
In zijn geboortestad Breda is een plein in de wijk Breda West in de buurt Haagpoort naar hem vernoemd: het Dr. Jan Ingenhouszplein. Aan dit plein op nummer 42 staat een gebouw uit 1917 met het opschrift 'Kweekschool St. Franciscus'. In 2018 verloor het gebouw zijn schoolfunctie en op 13 december 2019 opende hier zich het hotel met de naam Ingenhousz